# Edgardo Andrada
Edgardo Norberto Andrada (Rosario, Santa Fe, Argentina; 2 de enero de 1939-Rosario, Santa Fe, Argentina; 3 de septiembre de 2019) fue un futbolista argentino. Se desempeñaba en la posición de arquero, jugando en equipos como Rosario Central y Vasco da Gama de Brasil. En Central disputó 284 encuentros, por lo que es el noveno jugador con más presencias en la historia del club y el primero entre los arqueros.

## Biografía

### Rosario Central
Llegó a las inferiores de Rosario Central en 1957 donde jugó por la cuarta y primera de la liga Rosarina y por la reserva de AFA antes de hacer su presentación en el primer equipo. En 1959 la AFA modificó el reglamento y permitió la inclusión de un arquero suplente, Andrada fue el reemplazante de Bertoldi en las 30 fechas del torneo. Debutó como profesional el 15 de mayo de 1960 en la derrota por 2 a 0 ante Racing por la sexta fecha del torneo de primera división. Destacó desde un principio por su agilidad, lo que le permitía compensar el problema de no ser muy alto como la mayoría de jugadores en su puesto. Otra de sus características habituales es que salía a disputar los partidos con un uniforme en su totalidad de color negro.

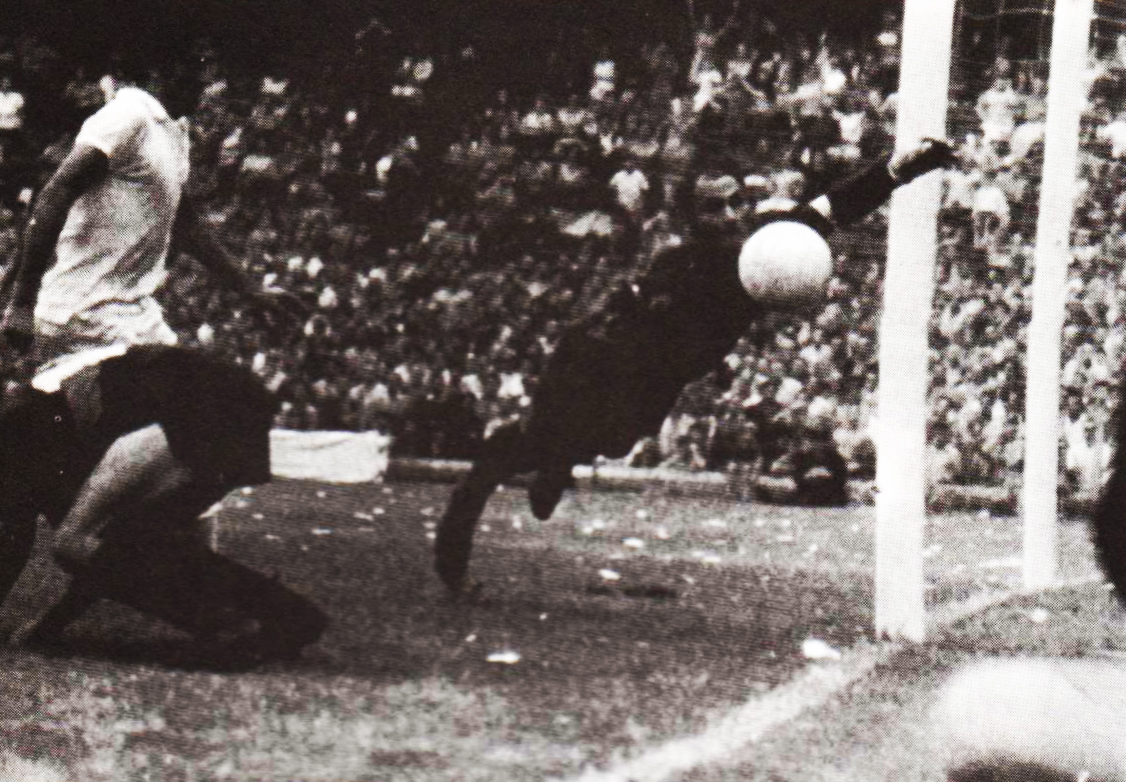
El gato en un partido contra Boca

En su primer torneo jugó 25 de los 30 encuentros y recibió un total de 61 goles (le hicieron 11 en la fecha 21 ante Racing en la peor derrota de la historia de Central por 11 a 3). En el Torneo de 1961 continuó con la titularidad del arco canalla: jugó los 30 partidos y le convirtieron 69 goles.
En 1962 disputó los 28 encuentros y recibió 31 tantos. Por sus buenas actuaciones fue convocado por primera vez durante ese año a la Selección Nacional. Al año siguiente continuo como guardametas principal del club jugando otra vez la totalidad del torneo (26 partidos - 46 goles).
En 1964 jugó los 30 partidos y recibió 38 goles, mientras que en 1965 jugó los 34 partidos del torneo y le marcaron 39 tantos. Al año siguiente no pudo disputar todos los encuentros debido a una lesión que tuvo en una práctica de la selección argentina, por lo que jugó 24 partidos y le hicieron 17 goles.
En 1967 disputó la totalidad de partidos, tanto en el Metropolitano (22 partidos - 22 goles) como en el Nacional (15 partidos - 13 goles). Un suceso peculiar de ese año es que por la fecha 6 del Nacional, Central jugó en su estadio ante San Martín de Mendoza y perdió por 2 a 1. El hecho es que San Martín tendría que haber anotado un gol más cuando el delantero Valencia eludió a Andrada, pero un hincha entró al campo de juego y evitó que la pelota entre en el arco.
Por el Metropolitano de 1968 jugó 22 partidos y recibió 17 goles. Por el Nacional de ese año disputó 15 encuentros y le hicieron 11 goles. Su último torneo en Rosario Central fue el Metropolitano de 1969 (13 partidos - 15 goles).
En total en Rosario Central jugó 284 partidos, por lo que es el noveno jugador con mayor cantidad de presencias de su historia. Cabe destacar que desde su debut en la academia rosarina hasta su salida del club disputó casi todos los partidos que jugó el club como arquero titular, solamente se ausentó durante unos meses en 1966. 

### Vasco da Gama
En 8 de mayo de 1969 su pase fue vendido al Vasco da Gama, donde logró mantenerse como titular por varios años. El 19 de noviembre de ese año, Pelé le convirtió el gol número 1000 en su carrera.

Pelé pateó, toqué la pelota pero no logré pararlo. Con el tiempo las cosas cambiaron, me acostumbré a la realidad y ahora convivo muy bien con el milésimo gol
Edgardo Andrada respecto al milésimo gol de Pelé

Con el equipo brasileño logró ganar los dos títulos de su carrera: el Campeonato Carioca de 1970 y el Campeonato Brasileño de 1974. Dejó el equipo en 1975, y en el año 2006 fue considerado como el segundo mejor arquero de la historia del club.

### Últimos años como futbolista
En 1976 jugó durante un año en el Esporte Clube Vitória de Brasil (13 partidos) y en 1977 regresó a Argentina para atajar en Colón hasta 1979 (122 partidos). 
Finalizó su carrera a los 43 años en 1982 en el Club Renato Cesarini que ese año disputó el Campeonato Nacional. Jugó los 16 partidos de la fase de grupo, sin embargo su equipo no pudo superar esa etapa.
Trabajó en las inferiores de Rosario Central luego de retirarse, siendo el coordinador general de fútbol en la zona sur de la ciudad por muchos años.

### Después del fútbol
Poco antes de dejar el fútbol, en 1981, ingresó al Servicio de Inteligencia del Ejército, específicamente en el Destacamento de Inteligencia 121 de Rosario, durante la dictadura cívico-militar argentina que transcurrió entre 1976 y 1983.
Fue imputado de ser partícipe del secuestro y asesinato de los militantes Osvaldo Agustín Cambiaso y Eduardo Pereyra Rossi, identificado por el represor Eduardo Constanzo entre los miembros del grupo a cargo del operativo. Al ser citado a declarar en esa causa, el club para el que trabajaba, Rosario Central, le pidió la renuncia en 2011. En febrero del 2012, el juez federal de San Nicolás, Carlos Villafuerte Ruzo, le concedió la inimputabilidad por falta de mérito.
A pesar de que no se encontraran pruebas en su contra, no volvió a trabajar con Rosario Central debido a una enfermedad con la que combatió hasta el fin de sus días. Falleció en su casa en la ciudad de Rosario, provincia de Santa Fe a los 80 años de edad.

## Selección nacional

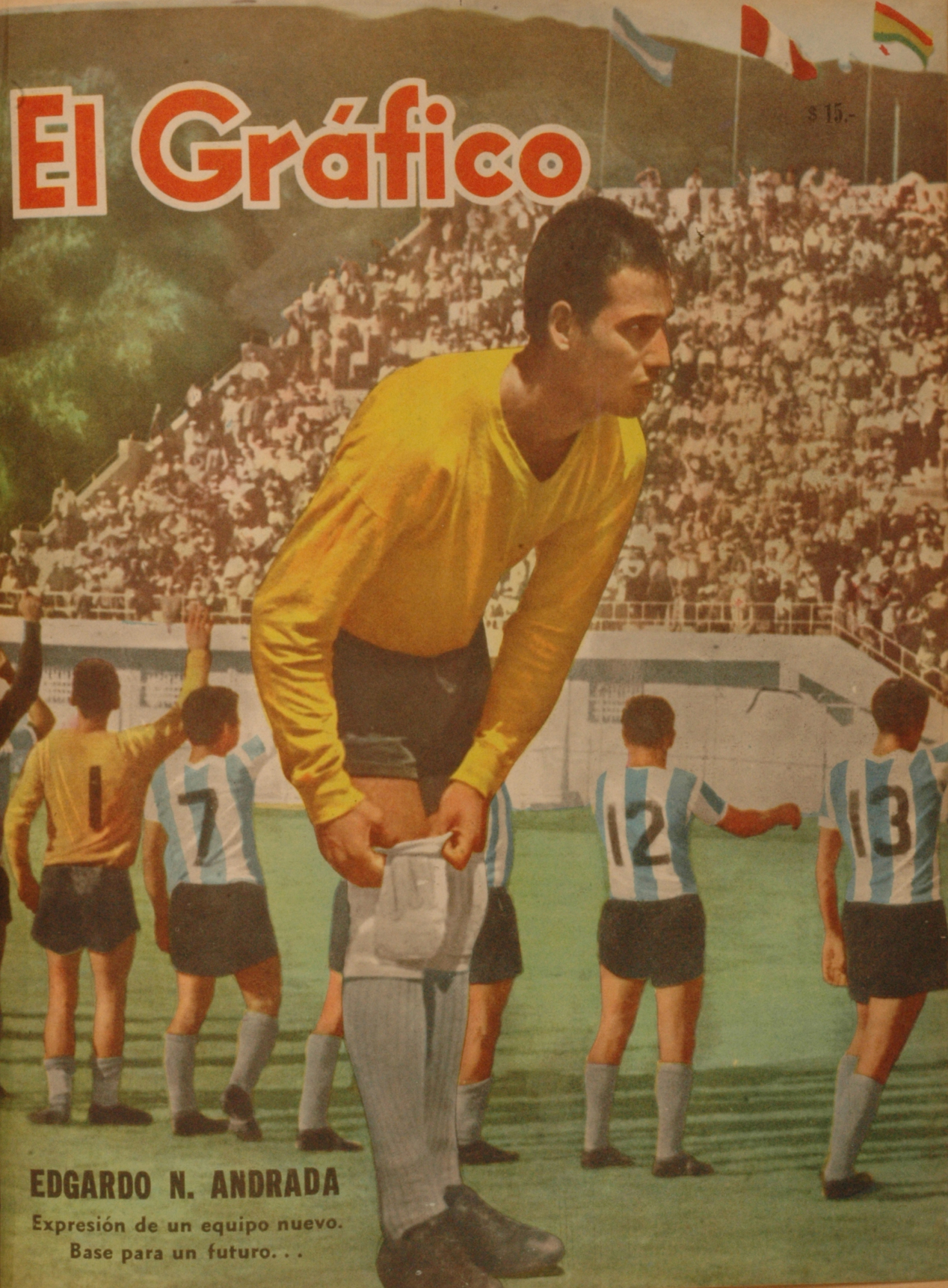
Edgardo Andrada en 1963.

Su primer partido con la selección argentina fue el 12 de octubre de 1961 en un amistoso frente a Paraguay (ingresó a los 23 minutos del segundo tiempo en lugar de Antonio Roma), ese día Argentina ganó 5 a 1 en el estadio de Independiente. Edgardo fue preseleccionado para participar en el mundial de 1962, sin embargo el técnico lo dejó afuera antes de viajar a Chile. Ese mismo año fue titular en ambos partidos ante Chile por la Copa Carlos Dittborn. 
Participó como arquero titular en la Copa América de 1963 donde obtuvo el tercer lugar y disputó los dos partidos de ese año por la Copa Roca ante Brasil. Además jugó la Copa Rosa Chevallier Boutell ante Paraguay.
Estuvo preseleccionado para el Mundial de 1966, sin embargo se lesionó en un entrenamiento y quedó fuera. Lo que sucedió fue que al ir a tapar una pelota enganchó su mano con el pantalón de Roberto Perfumo y se quebró un dedo. Volvió a ser internacional en 1968 donde disputó varios encuentros amistosos y la Copa Carlos Dittborn de ese año. Su último partido con la selección argentina fue el 4 de abril de 1969 enfrentando a Paraguay.

### Participaciones en Copa América
| Copa              | Sede    | Resultado    |
| ----------------- | ------- | ------------ |
| Copa América 1963 | Bolivia | Tercer lugar |

## Trayectoria
| Club            | País      | Año       |
| --------------- | --------- | --------- |
| Rosario Central | Argentina | 1959-1969 |
| Vasco da Gama   | Brasil    | 1969-1975 |
| Vitória         | Brasil    | 1976      |
| Colón           | Argentina | 1977-1982 |
| Renato Cesarini | Argentina | 1982      |

## Estadísticas
Datos actualizados al fin de la carrera deportiva.
| Club                      | Div           | Temporada     | Liga | Liga | Liga | Total (1) | Total (1) | Total (1) |
| Club                      | Div           | Temporada     | PJ   | GR   | VI   | PJ        | GR        | VI        |
| ------------------------- | ------------- | ------------- | ---- | ---- | ---- | --------- | --------- | --------- |
| Rosario Central Argentina |               |               |      |      |      |           |           |           |
| 1.ª                       | 1960          | 25            | 61   | 3    | 25   | 61        | 3         |           |
| 1.ª                       | 1961          | 30            | 69   | 4    | 30   | 69        | 4         |           |
| 1.ª                       | 1962          | 28            | 31   | 10   | 28   | 31        | 10        |           |
| 1.ª                       | 1963          | 26            | 43   | 6    | 26   | 43        | 6         |           |
| 1.ª                       | 1964          | 30            | 38   | 9    | 30   | 38        | 9         |           |
| 1.ª                       | 1965          | 34            | 39   | 10   | 34   | 39        | 10        |           |
| 1.ª                       | 1966          | 23            | 15   | 12   | 23   | 15        | 12        |           |
| 1.ª                       | M-1967        | 22            | 22   | 8    | 22   | 22        | 8         |           |
| 1.ª                       | N-1967        | 15            | 13   | 6    | 15   | 13        | 6         |           |
| 1.ª                       | M-1968        | 22            | 17   | 10   | 22   | 17        | 10        |           |
| 1.ª                       | N-1968        | 15            | 11   | 9    | 15   | 11        | 9         |           |
| 1.ª                       | M-1969        | 13            | 15   | 5    | 13   | 15        | 5         |           |
| Total club                | Total club    | 283           | 374  | 92   | 283  | 374       | 92        |           |
| Colón Argentina           |               |               |      |      |      |           |           |           |
| 1.ª                       | M-1977        | 26            | 35   | 6    | 26   | 35        | 6         |           |
| 1.ª                       | N-1977        | 11            | 18   | 1    | 11   | 18        | 1         |           |
| 1.ª                       | M-1978        | 38            | 54   | 7    | 38   | 54        | 7         |           |
| 1.ª                       | N-1978        | 16            | 19   | 4    | 16   | 19        | 4         |           |
| 1.ª                       | M-1979        | 17            | 22   | 6    | 17   | 22        | 6         |           |
| 1.ª                       | N-1979        | 14            | 17   | 2    | 14   | 17        | 2         |           |
| Total club                | Total club    | 122           | 165  | 26   | 122  | 165       | 26        |           |
| Renato Cesarini Argentina |               |               |      |      |      |           |           |           |
| 1.ª                       | N-1982        | 16            | 22   | 4    | 16   | 22        | 4         |           |
| Total club                | Total club    | 16            | 22   | 4    | 16   | 22        | 4         |           |
| Total carrera             | Total carrera | Total carrera | 421  | 561  | 122  | 421       | 561       | 122       |

## Palmarés

### Campeonatos nacionales
| Título               | Club          | País   | Año  |
| -------------------- | ------------- | ------ | ---- |
| Campeonato Carioca   | Vasco da Gama | Brasil | 1970 |
| Campeonato Brasileño | Vasco da Gama | Brasil | 1974 |